# IC 4987
IC 4987 ist eine Balken-Spiralgalaxie vom Hubble-Typ SBc im Sternbild Telescopium am Südsternhimmel. Sie ist schätzungsweise 531 Millionen Lichtjahre von der Milchstraße entfernt und hat einen Durchmesser von etwa 155.000 Lichtjahren.

Das Objekt wurde am 31. August 1904 von Royal Harwood Frost entdeckt.